# Mastery learning
Mastery learning byl pojem hojně využívaný v 70. letech 20. století. Zavedl jej Benjamin Samuel Bloom, který je též známý svoji Bloomovou taxonomií. Systém vzdělávání mastery learning označuje učení k celistvému zvládnutí. Každý jedinec má možnost dosáhnout naučení se stejného množství látky, a to bez ohledu na vrozené vlastnosti a dispozice. Stejné množství se ale každý naučí za odlišný čas a potřebuje k tomu jiné tempo. Tím pádem je potřeba k výuce individuální přístup k jedincům, na co je v tomto systému kladen důraz.
Systém je náročný na přípravu učitele. Je potřeba, aby si stanovil úroveň žákova výkonu a hodnotící nástroj (test). Dále vyučovací celky je nutné rozdělit na menší tematické okruhy a výukový plán si připravil ve třech verzích (pro celou třídu, pro žáky zvládající test a pro žáky nezvládající test).

## Průběh mastery learning
1. učitel učí celou třídu dle výukového plánu určeného pro celou třídu
2. zadá formativní test
3. než začne výuka dalšího celku, ti co nezvládli test, mají prostor na zvládnutí učené látky
4. ti, co test zvládli, mají možnost odpočinku nebo pomoci spolužákům
5. hodnocení probíhá až po zvládnutí více celků (např. po půl roce)